# Stentrode

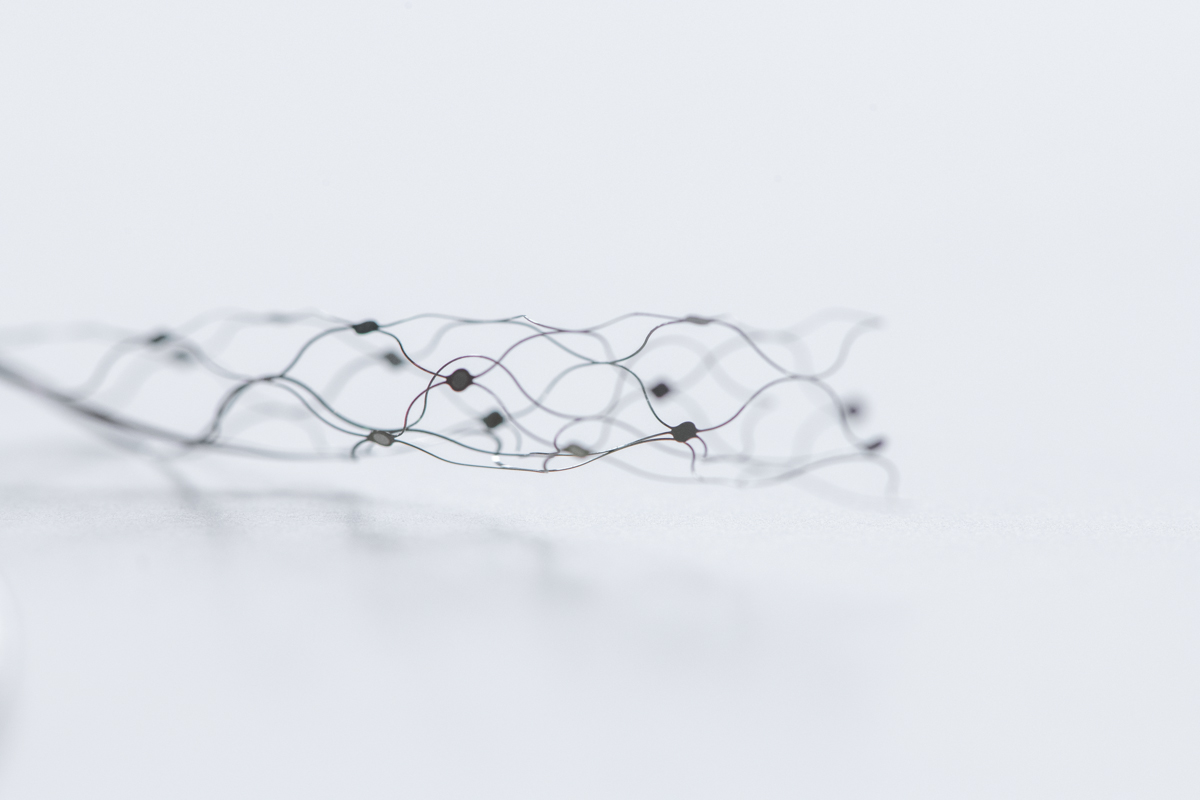
El dispositiu Stentrode

El Stentrode (matriu de registre d'elèctrodes d'stent) és una petita matriu d'elèctrodes muntada en un stent que s'implanta permanentment en un vas sanguini del cervell, sense necessitat de cirurgia cerebral oberta. Està en assajos clínics com a interfície cervell-ordinador (BCI) per a persones amb extremitats paralitzades o absents, que utilitzaran els seus senyals neuronals o pensaments per controlar dispositius externs, que actualment inclouen sistemes operatius d'ordinador. El dispositiu es podria utilitzar en última instància per controlar exoesquelets motoritzats, pròtesis robòtiques, ordinadors o altres dispositius.
El dispositiu va ser concebut pel neuròleg australià Thomas Oxley i construït per l'enginyer biomèdic australià Nicholas Opie, que ha estat desenvolupant l'implant mèdic des del 2010, utilitzant ovelles per a les proves. Els assajos en humans van començar l'agost de 2019 amb participants que pateixen esclerosi lateral amiotròfica, un tipus de malaltia de les motoneurones. Graeme Felstead va ser la primera persona a rebre l'implant. Fins ara, vuit pacients han estat implantats i poden controlar sense fil un sistema operatiu per enviar missatges de text, correus electrònics, comprar i operar amb la banca utilitzant el pensament directe a través de la interfície cervell-ordinador Stentrade, cosa que marca la primera vegada que es va implantar una interfície cervell-ordinador a través dels vasos sanguinis del pacient, eliminant la necessitat de cirurgia cerebral oberta.
La FDA va concedir la designació de producte innovador al dispositiu l'agost de 2020. El gener de 2023, els investigadors van demostrar que pot registrar l'activitat cerebral d'un vas sanguini proper i utilitzar-se per fer funcionar un ordinador sense esdeveniments adversos greus durant el primer any en els quatre pacients.

## Visió general
Opie va començar a dissenyar l'implant el 2010, a través de Synchron, una empresa que va fundar amb Oxley i el cardiòleg Rahul Sharma. El petit implant és una matriu d'elèctrodes feta d'elèctrodes de platí incrustats dins d'un stent endovascular de nitinol. El dispositiu mesura uns 5 cm de llargada i un màxim de 8 mm de diàmetre. L'implant és capaç de comunicació bidireccional, és a dir, pot detectar pensaments i estimular el moviment, actuant essencialment com un bucle de retroalimentació dins del cervell, cosa que ofereix possibles aplicacions per ajudar les persones amb lesions de la medul·la espinal i controlar les pròtesis robòtiques amb els seus pensaments.
El dispositiu Stentode, desenvolupat per Opie i un equip del Laboratori de Biònica Vascular del Departament de Medicina de la Universitat de Melbourne, s'implanta a través de la vena jugular en un vas sanguini al costat del teixit cortical proper a l'escorça motora i l'escorça sensorial, de manera que s'evita la cirurgia cerebral oberta. La inserció a través del vas sanguini evita la penetració directa i el dany al teixit cerebral. Pel que fa a les preocupacions sobre la coagulació de la sang, Oxley diu que els neuròlegs utilitzen habitualment stents permanents al cervell dels pacients per mantenir els vasos sanguinis oberts. Un cop al seu lloc, s'expandeix per pressionar els elèctrodes contra la paret del vas a prop del cervell, on pot registrar informació neuronal i subministrar corrents directament a les zones específiques. Els senyals es capten i s'envien a una unitat d'antena sense fil implantada al pit, que els envia a un receptor extern. El pacient hauria d'aprendre a controlar un sistema operatiu informàtic que interactua amb tecnologies assistives.
La tecnologia Stentrode s'ha provat en ovelles i humans, i els assajos en humans van ser aprovats pel Comitè d'Ètica de la Recerca Humana de l'Hospital St Vincent de Melbourne, Austràlia, el novembre de 2018. Oxley va expressar originalment que esperava que els assajos clínics en humans ajudessin les persones paralitzades a recuperar el moviment per operar una cadira de rodes motoritzada o fins i tot un exoesquelet motoritzat. No obstant això, va canviar d'enfocament abans de començar els assajos clínics. Opie i els seus col·legues van començar a avaluar la capacitat de l'Stentrode per restaurar la independència funcional en pacients amb paràlisi, permetent-los participar en activitats de la vida diària. Els resultats de l'estudi clínic van demostrar la capacitat de dos pacients amb ELA, als quals s'havia posat quirúrgicament un Stentrode, per aprendre a controlar els missatges de text i l'escriptura, mitjançant el pensament directe i l'ajuda de la tecnologia de seguiment ocular per a la navegació del cursor. Van aconseguir això amb una precisió d'almenys el 92% en 3 mesos d'ús i van continuar mantenint aquesta capacitat fins a 9 mesos (el novembre del 2020). Aquest estudi va ajudar a dissipar algunes crítiques que les taxes de dades poden no ser tan altes com les dels sistemes que requereixen cirurgia cerebral oberta, i també va assenyalar els beneficis d'utilitzar tècniques neurointervencionistes ben establertes que no requereixen cap assistència automatitzada, espai quirúrgic dedicat o maquinària costosa.
Els pacients seleccionats són persones amb extremitats paralitzades o absents, incloent-hi persones que han patit accidents cerebrovasculars, lesions de la medul·la espinal, ELA, distròfia muscular i amputacions.